# Phreatia wenzelii
Phreatia wenzelii är en orkidéart som beskrevs av Oakes Ames. Phreatia wenzelii ingår i släktet Phreatia och familjen orkidéer. Inga underarter finns listade i Catalogue of Life.